# Гостроголов блискучий
Гостроголов блискучий (Oxybelis fulgidus) — отруйна змія з роду Гостроголова змія родини Вужеві. Інша назва «зелена гостроголова змія».

## Опис
Загальна довжина досягає 1,5—2 м. Голова маленька, витягнута. Тулуб дуже тонкий. Хвіст довгий, наприкінці звужується. Два отруйних ікла — задньощелепні. Забарвлення зелене з різними відтінками.

## Спосіб життя
Полюбляє вологі та гірські тропічні ліси, чагарникові хащі. Зустрічається на висоті до 1500 м над рівнем моря. Більшість життя проводить на деревах, гарно маскується під гілки або ліани. Добре лазить по деревах, плаває. Активна вдень. Харчується ящірками, іноді дрібними птахами й дрібними гризунами.
Отрута не становить небезпеки для людини, хоча укус болючий.
Це яйцекладна змія. Самиця відкладає до 10 яєць. Через 14 тижнів з'являються молоді змійки.

## Розповсюдження
Мешкає від півдня Мексики, Центральної Америки до Болівії та північної й центральної Бразилії.